# Hella Eckhoff
Hella Eckhoff (* 28. Juni 1960; † 24. Juli 2022) war eine deutsche Fußballspielerin.

## Karriere

### Verein
Eckhoff wurde Ende 1973 von Arnold Thomalla, dem Trainer des VfL Wittekind Wildeshausen, für den Fußball entdeckt. Bevor sie 15-jährig zur Mannschaft kam, hatte sie mit dem Lederball, den ihr ältester Bruder ihr einst schenkte, als Straßenfußballerin gemeinsam mit Jungen „gekickt“. Zwei Jahre später gewann sie mit ihrer Mannschaft den ersten Titel und trug mit dem Siegtor zum 1:0 per Kopf maßgeblich dazu bei: Die Niedersachsenmeisterschaft über Sparta Göttingen. Die damit verbundene Teilnahme an der Endrunde um die Deutsche Meisterschaft erfuhr nach der – nach Hin- und Rückspiel – ausgetragenen Achtelfinalbegegnung mit dem SV Schlierstadt mit 3:4 ein Ende.
Mit dem ersten Pokalerfolg im Jahr 1981 war ihre Mannschaft für die zweite Ausspielung des bundesweiten Pokalwettbewerbs der Frauen durch den DFB qualifiziert. Nach Siegen über die Frauenfußballabteilung des BFC Meteor 06, den Rendsburger TSV und den SC 07 Bad Neuenahr erreichte sie das Finale gegen die SSG 09 Bergisch Gladbach. Das im Frankfurter Waldstadion vor 30.000 Zuschauern ausgetragene Finale wurde – vor dem Männerfinale – mit 0:3 verloren. Ein Jahr später – erneut Niedersächsischer Pokalsieger – schied sie mit ihrer Mannschaft auf eigenem Gelände mit 0:1 gegen den späteren Pokalsieger, KBC Duisburg im Halbfinale aus, wie auch 1985 beim FSV Frankfurt mit 1:2.
Im Jahr 1993 beendete Eckhoff ihre Spielerkarriere – vorläufig, denn unter ihrer ehemaligen Mitspielerin Monika Wehsling, die den VfL Wittekind Wildeshausen nunmehr als Spielertrainerin 1996/97 in die Bundesliga Nord geführt hatte, wurde nach dem umgehenden Abstieg ab 1999 ein Neuaufbau angestrebt; vorn mit dabei, sie als Aktive, später als Trainerin – bis zum Jahr 2001, in dem dann Schluss war.

### Auswahlmannschaft
Als Spielerin des VfL Wittekind Wildeshausen gehörte sie auch der Auswahlmannschaft des Niedersächsischen Fußballverbandes an, die das Finale um den erstmals in der Saison 1980/81 vom DFB eingeführten Wettbewerb um den Länderpokal gegen die Auswahlmannschaft des Fußball-Verbandes Mittelrhein am 10. Mai 1981 in Bergisch Gladbach mit 0:1 durch das Tor von Tina Theune-Meyer verlor.

## Erfolge
Auswahlmannschaft
- Finalist Länderpokal 1981

VfL Wittekind Wildeshausen
- DFB-Pokal-Finalist 1982
- Niedersachsenmeister 1977, 1980, 1981, 1983, 1985, 1986
- Niedersachsenpokal-Sieger 1981, 1982, 1984, 1986, 1991